# Driller (videojuego)
Driller (titulado Space Station Oblivion en EE. UU.) es un videojuego publicado en 1987, programado por la compañía británica Major Developments y comercializado por Incentive Software, con versiones para los microordenadores de 8 bits Sinclair ZX Spectrum, Commodore 64 y Amstrad CPC, y para el Commodore Amiga, Atari ST y PC (MS-DOS), de 16/32 bits.

## Argumento
En un futuro distante, la especie humana se ha visto obligada a abandonar la Tierra, internándose y explorando en el espacio profundo, debido a las condiciones de inhabitabilidad existentes en el planeta, principalmente la contaminación fruto de una serie de guerras. En una búsqueda desesperada por hallar un nuevo hogar, encontraron Evath, un planeta habitable con dos lunas, Mitral y Tricuspid. Para colonizar el nuevo planeta fue enviada la astronave "Exodus" con exploradores, equipos y embriones humanos. Generaciones pasaron y la colonia de Evath prosperó. La colonia inicialmente no contaba con ninguna organización ni ley, por lo que los antiguos miembros de la tripulación de la "Exodus", los Elders, se vieron forzados a tomar el control, formando un ejército e imponiendo el imperio de la ley en Evath.
Lesleigh Skerrit, el protagonista del videojuego, aspira a trabajar para la Driller Federation. Su abuelo fue miembro de ella, pero fue falsamente acusado de asesinato y desterrado. Llamado por un superior, Montigue Yarbro, Skerrit recibe la oferta de su vida para completar su entrenamiento y ganar una promoción a miembro Elite de la Driller Federation. Las instalaciones mineras de extracción de gas de la luna Mitral se encuentran actualmente abandonada y en situación inestable, lo que llevará a la explosión de la luna en cuatro horas, afectando mortalmente a la colonia humana de Evath. La misión de Skerrit es usar la sonda de excavación "Last Hope" para instalar 18 perforadoras sobre la superficie de Mitral, al objeto de extraer el gas y evitar el desastre. Pero para evitarlo tiene que enfrentarse a los sistemas de seguridad de la luna, que se encuentran activados y responden hostilmente ante cualquier intruso.

## Engine
Driller fue el primer juego desarrollado empleando el motor de videojuegos 3D Freescape, que permite la creación de entornos tridimensionales usando polígonos sólidos, pudiendo el usuario desplazarse libremente por tales entornos e interactuar con los objetos. El mismo motor gráfico fue usado en la secuela de Driller, llamada Dark Side y publicada en 1988, así como en Total Eclipse, Total Eclipse 2: The Sphinx Jinx, Castle Master y Castle Master II: The Crypt. En 1991 Incentive Software y Domark lanzaron la herramienta 3D Construction Kit, que proporciona al usuario la posibilidad de desarrollar sus propios juegos empleando el engine Freescape.

## Recepción
El juego recibió por parte de CRASH una valoración de 97%, siendo nombrado por los lectores como el mejor juego de 1987. Your Sinclair dio a Driller un 9/10 y Zzap!64 otorgó al juego un 96%. Otras revistas de informática y videojuegos, como Amstrad Action o Compute! dieron también valoraciones altas del programa, con críticas positivas.